# ウリ・カッシュ
ウリ・カッシュ（Uli Kusch, 1967年3月11日 - ）は、ドイツ・アーヘン出身のヘヴィメタル系列のドラマー。ガンマ・レイ、ハロウィン、マスタープランなどに参加した。身長181cm。

## 経歴
ドラマーとしての活動は1981年から始め、1983年にViolent Kidsというバンドに加入し、活動を本格化させていく。1986年にホーリー・モーゼスへ加入。1990年にはホーリー・モーゼスを脱退しガンマ・レイに加入、同バンドはセカンドアルバム「Sigh No More」をリリースするが、ウリは音楽的な相違から脱退。脱退後は様々なバンドで助っ人としてドラムを叩いていたが、1994年にハロウィンに加入。同バンドは同年に「Master Of The Rings」をリリース。次の「The Time Of The Oath」では作曲にも参加するようになり、さらに「Better Than Raw」では5曲（日本盤ボーナストラック含）提供。ドラマーとしてだけではなく、ソングライティングにおいても才能を発揮するようになる。
2000年に発表された「The Dark Ride」でもドラマー・ソングライター両面から才能を発揮するも、バンド内のトラブルや音楽的相違から脱退し、同じくハロウィンから脱退（解雇）されたローランド・グラポウ、北欧のメタルシーンで活躍していたヨルン・ランデらと共にマスタープランを結成し、2003年にファーストアルバム「Masterplan」をリリースした。2005年には「Aeronautics」をリリースし、またウリ自身のソロプロジェクトであるビューティフル・シンを立ち上げる。2006年にバンドへの不満からマスタープランを脱退したが、同年12月にライド・ザ・スカイという新たなバンドの結成を発表した。また同年、プログレッシヴ/テクニカルスラッシュメタルバンドとして知られるメコン・デルタに加入し、2008年にはアルバム「Lurking Fear」をリリースした。
2010年に、元アングラのアンドレ・マトスと元ストラトヴァリウスのティモ・トルキによって結成されたシンフォニアに参加。2011年に、腕の怪我を理由に脱退した。

## 参加した主なバンド
- 1983年 - 1986年 Violent Kids
- 1986年 - 1990年 ホーリー・モーゼス
- 1990年 - 1992年 ガンマ・レイ
- 1994年 - 2001年 ハロウィン
- 2000年 - 2003年 シナー
- 2001年 - 2006年 マスタープラン
- 2005年 -  ビューティフル・シン
- 2005年 -  メコン・デルタ
- 2007年 -  ライド・ザ・スカイ
- 2010年 - 2011年 シンフォニア